# Eberhard von der Erde
Eberhard von der Erde (geb. als Eberhard Busch; * 23. März 1945 in Freital) ist ein deutscher Maler und Grafiker.

## Leben und Werk
Als 13-Jähriger kaufte sich Eberhard Busch, der sich in den 1970er Jahren den Künstlernamen Eberhard von der Erde gab, die Werkmonographie Vincent van Goghs von Julius Meier-Graefe. Diese wurde für Busch das Schlüsselerlebnis, das ihn dazu brachte, Maler zu werden. 1959 lernte er den Maler Gottfried Bammes und den Kunsthändler Gerhard Patzig kennen, die ihn bei seinem Weg unterstützten. 1961 zog er nach Dresden und besuchte die Arbeiter-und-Bauern-Fakultät für bildende Kunst an der Hochschule für Bildende Künste (HfBK). Weil ihm der dortige Lehrbetrieb stupide erschien, brach er 1963 ab und trat er auch aus der FDJ aus. Er betätigte sich in Dresden autodidaktisch als Maler und Grafiker und bestritt seinen Lebensunterhalt bis 1974 durch verschiedene Jobs, u. a. als Hobler im Stahlwerk Freital.
Trotz des Fehlens eines künstlerischen Studienabschlusses wurde er 1968 in Erkenntnis seiner künstlerischen Potenz in den Verband Bildender Künstler aufgenommen, dem er dann bis 1990 angehörte. Von 1965 bis zu dessen Ausbürgerung 1980 unterhielt er freundschaftliche Kontakte zu A. R. Penck. Ab 1968 leistete er Grundwehrdienst in der NVA.
1974 nahm er am Internationalen Symposium der Bildenden Kunst in Piešťany teil, 1975 hielt er sich zu Studien in der ungarischen Tiefebene auf, und 1978 beteiligte er sich am Maler-Pleinair in Białystok.
Weil er offen seine Sympathie für die Solidarność-Bewegung bekundet hatte, wurde er von Juli 1981 bis Januar 1982 vom Ministerium für Staatssicherheit inhaftiert. 1983 gehörte er zu den Künstlern, die vom Ministerium für Kultur Aufträge für Werke zur Karl-Marx-Ehrung erhielten.
Neben seiner künstlerischen Arbeit leitete Eberhard von der Erde von 1983 bis 1991 Abendkurse für Malerei und Zeichnung. Ab 2018 schuf er einen Zyklus von Bildern aus dem BGH Edelstahl Freital.
2011 ehrte die Stadt Freital ihn mit dem Kultur- und Kunstpreis „Stadtzeichner“.
2014 strahlte das MDR-Fernsehen unter dem Titel Der Buddha und die Taube eine Dokumentation über von der Erde aus.

## Rezeption
„Die kräftigen Farben und die formale Gestaltung mit großen reduzierenden Flächen, die häufig an kubistisches Formenvokabular erinnert, sind typisch für die Malerei Eberhard von der Erdes.“

## Museen und öffentliche Sammlungen mit Werken von der Erdes (unvollständig)
- Beeskow: Kunstarchiv Beeskow
- Dresden: Galerie Neue Meister[3], Staatliche Kunstsammlungen Dresden
- Dresden: Kunstfonds, Staatliche Kunstsammlungen Dresden
- Freital: Städtische Sammlungen Freital auf Schloss Burgk

## Ausstellungen (unvollständig)

### Einzelausstellungen
- 1972: Dresden, Kunstausstellung Kühl (mit Hanns Georgi)
- 1985: Dresden, Galerie Mitte
- 1988: Dresden, Galerie Kunst der Zeit
- 1996: Dresden, Stadtmuseum (mit Marion Kahnemann)
- 1988: Freital, Haus der Heimat, und Dresden, HfBK
- 2002: Dresden, Sächsische Landesärztekammer
- 2002: Dresden, Turmkabinett des Rathauses („Licht über der Elbe“)
- 2010: Freital, Städtische Sammlungen („Gemälde nach 2000“)
- 2014: Dresden, Helmholtz-Zentrum Rossendorf
- 2017: Dippoldiswalde, Lohgerber-Museum („Böhmenbilder“)

### Teilnahme an zentralen und wichtigen regionalen Ausstellungen in der DDR
- 1979 und 1985: Dresden, Bezirkskunstausstellungen
- 1980: Berlin und Warschau: Dialog `80
- 1983: Leipzig, Messehaus am Markt („Kunst und Sport“)
- 1983: Berlin und weitere Städte („Karl Marx. Künstlerbekenntnisse“)